# Itacoatiara, Amazonas
Itacoatiara este un oraș în unitatea federativă Amazonas (AM), Brazilia. La recensământul din 2009, orașul Itacoatira avea o populație de 90,889 de locuitori.